# Conclave de 1769
Le conclave papal de 1769 fut convoqué à la mort du pape Clément XIII, afin de lui désigner un successeur au Saint-Siège. Il se tint du 15 février au 19 mai 1769 et s'acheva avec l'élection du cardinal franciscain conventuel Lorenzo Ganganelli, qui prit le nom de Clément XIV.

## La mort de Clément XIII
Clément XIII meurt le 2 février 1769, la veille du consistoire qui avait été convoqué afin d'examiner une fois de plus les demandes de suppression de la Compagnie de Jésus. Tout au long de son pontificat, les différentes cours catholiques européennes appartenant à la maison de Bourbon ainsi que le royaume de Portugal (sous la maison de Bragance) avaient exercé de fortes pressions sur le Saint-Siège afin que ce dernier supprime cet ordre. En 1759, les jésuites furent expulsés du Portugal, en 1762 du royaume de France, en 1767 du royaume d'Espagne et en 1768 du royaume de Naples, du royaume de Sicile et du duché de Parme et Plaisance. Clément XIII soutenait avec vigueur cet ordre religieux (notamment dans sa bulle Apostolicum pascendi de 1765), mais sans succès. En janvier 1769, la France et Naples prirent possession des territoires pontificaux autour d'Avignon, de Bénévent et de Pontecorvo afin de forcer le pape à publier un décret ordonnant la suppression des jésuites. La mort de Clément XIII, à l'âge de 75 ans, laissait à son successeur de décider.

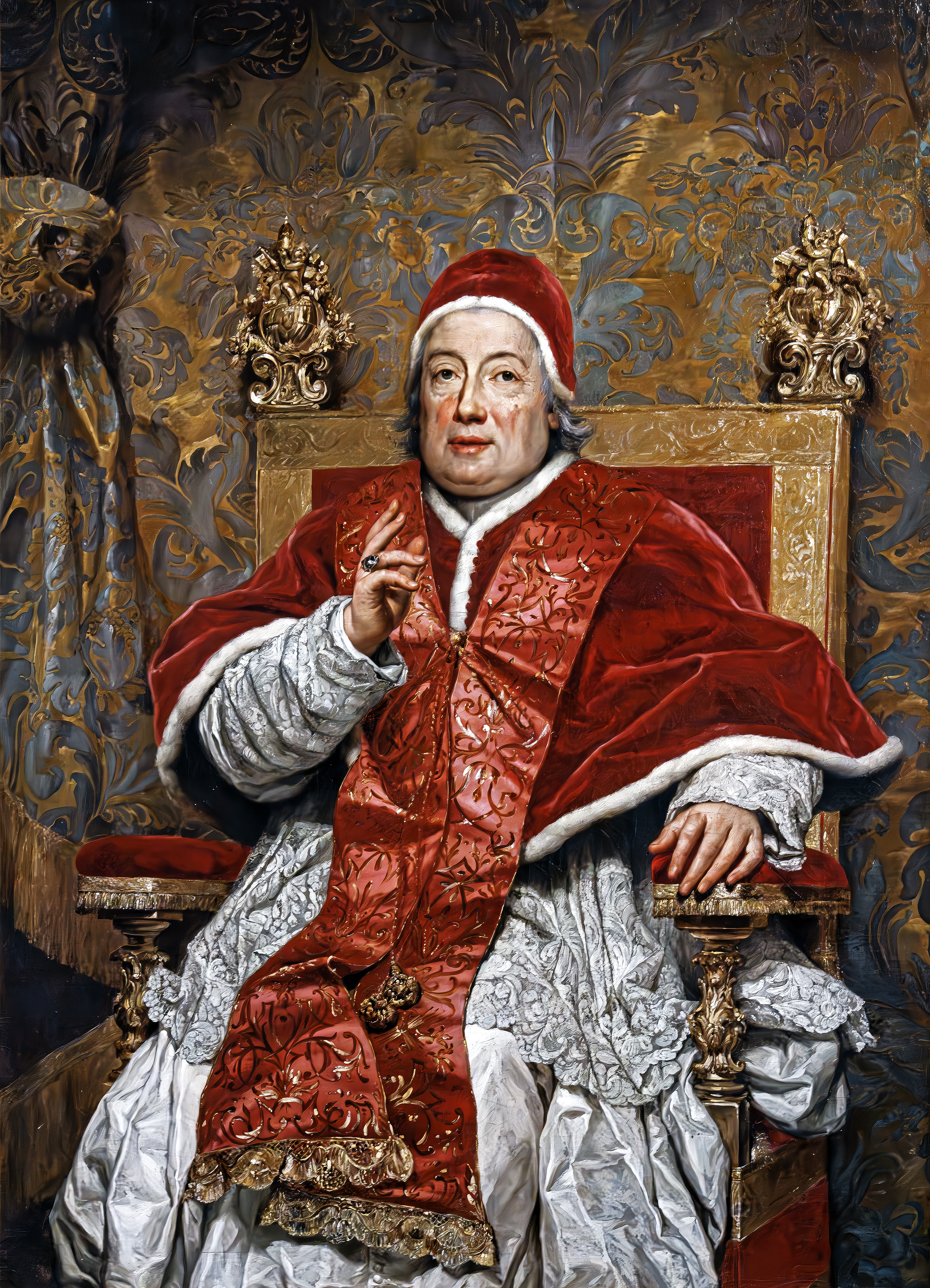
Clément XIII (portrait par Anton Raphael Mengs)

## Les divisions au sein du Collège des cardinaux et lespapabili
Les débats qui eurent lieu pendant le conclave in 1769 tournèrent presque exclusivement autour de la question de la suppression de la Compagnie de Jésus. Le Sacré Collège des cardinaux était divisé en deux camps : ceux en faveur des jésuites et ceux en faveur de la suppression de l'ordre, bien qu'un certain nombre de cardinaux préféraient garder une certaine neutralité. Le camp en faveur des jésuites, qui était appelé le parti des zelanti, rassemblait des cardinaux italiens pour la plupart membres de la Curie opposés à l'influence des souverains séculiers sur le gouvernement de l’Église. Ils étaient emmenés par les cardinaux Giovanni Francesco et Alessandro Albani, ainsi que Carlo Rezzonico, cardinal-neveu du défunt pape. Le camp anti-jésuites (également appelé Union des couronnes) rassemblait des cardinaux fidèles aux grandes puissances catholiques qu'étaient les royaumes de France, d'Espagne et des Deux-Siciles. À l'époque ces royaumes étaient gouvernés respectivement par Louis XV de France, Charles III d'Espagne et Ferdinand III de Sicile/Ferdinand IV de Naples.
En dépit des conflits qui pouvaient par ailleurs les opposer, ces royaumes avaient un objectif commun et œuvraient de concert en ce sens – la suppression de la Compagnie de Jésus. Les cours bourboniennes avaient décidé ensemble de confier au cardinal français de Bernis, le soin de guider le parti de l'Union des couronnes. Lui et ses partisans avaient reçu pour instruction de faire barrage à toute candidature d'un cardinal qui serait favorable aux jésuites, y compris par l'utilisation de la jus exclusivae (exclusive) si nécessaire. Un certain nombre de cardinaux, parmi lesquels figuraient Lorenzo Ganganelli, n'appartenaient à aucun de ces deux partis.
Les gouvernements espagnols et napolitains avaient classé les quarante-trois cardinaux italiens en cinq catégories : "bons" (onze cardinaux), "indifférents" (huit), "douteux" (trois), "mauvais" (quinze) et "très mauvais" (six):
| "Bons" | "Indifférents"                                                                                     | "Douteux"                          | "Mauvaix" | "Très Mauvais"                                                           |
| --- | -------------------------------------------------------------------------------------------------- | ---------------------------------- | --- | ------------------------------------------------------------------------ |
| 1. Sersale 2. Cavalchini 3. Negroni 4. Durini 5. N. Corsini 6. Conti 7. Branciforte 8. Caracciolo 9. A. Corsini 10. Ganganelli 11. Pirelli | 1. Guglielmi 2. Canale 3. Pozzobonelli 4. Perelli 5. Malvezzi 6. Pallavicini 7. Stuart 8. Pamphili | 1. Lante 2. Stoppani 3. Serbelloni | 1. Oddi 2. A. Albani 3. Rossi 4. Calini 5. Veterani 6. Molino 7. Priuli 8. Bufalini 9. Lanze 10. Spinola 11. Paracciani 12. G.F. Albani 13. Borromeo 14. Colonna 15. Fantuzzi | 1. Torregiani 2. Castelli 3. Buonaccorsi 4. Chigi 5. Boschi 6. Rezzonico |

Le cardinal Orsini, représentant officiel du royaume de Naples, ainsi que les cardinaux étrangers, ne figuraient pas dans ce classement tant il semblait acquis d'avance qu'ils ne seraient pas élus pape.
Le gouvernement français était encore plus sévère dans son classement et, à ses yeux, il n'y avait que trois « bons » candidats : les cardinaux Conti, Durini et Ganganelli. Ces cardinaux furent mentionnés dans le rapport de l'ambassadeur de France auprès du Saint-Siège daté du 29 août 1765; ce rapport mentionnait également un quatrième « bon » candidat, le cardinal Galli, mais ce dernier était décédé en 1767.
Sur les 43 cardinaux qui prirent part au conclave, seuls 27 ou 28 étaient considérés comme papabile, alors que les quinze cardinaux restant en étaient exclus en raison de leur santé ou de leur âge.

## Déroulement du conclave

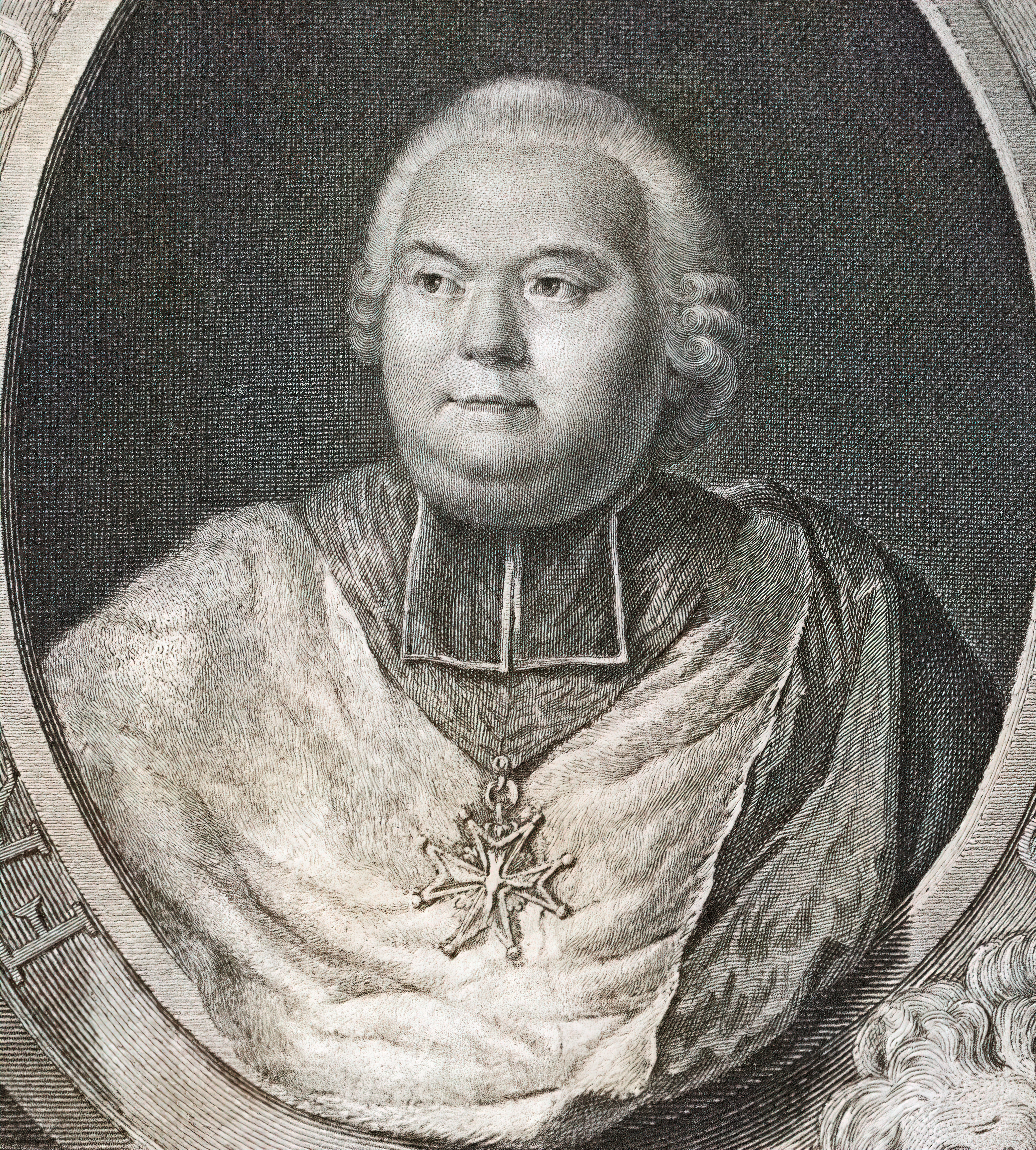
Le Cardinal de Bernis, l'un des personnages-clés du conclave

Le conclave débuta le 15 février 1769, avec seulement 27 cardinaux présents. Le parti zelanti, tentant de profiter du faible nombre de cardinaux présent et de l'absence des cardinaux français et espagnol, essaya de mener à bien une élection rapide de cardinal Flavio Chigi. Au cours d'un des premiers tours de scrutin, il ne manqua au cardinal Chigi que deux voix pour être élu pape. Les plans des zelanti suscitèrent de vives protestation de la part des ambassadeurs de France et d'Espagne, mais, heureusement pour eux, le cardinal Orsini, protecteur du royaume de Naples et le seul cardinal de l'Union des couronnes présent lors des premiers tours, fut à même de convaincre un nombre suffisant de cardinaux neutres de faire échec à la candidature du cardinal Chigi.
Un événement imprévu se produisit avec la venue de Joseph II du Saint-Empire, qui arriva à Rome incognito le 6 mars et à qui l'on permit d'entrer dans le conclave. Il y resta deux semaines, participant librement aux débats avec les cardinaux-électeurs. Il ne hâta pas le vote mais exprima seulement le souhait que le prochain pape puisse librement mener à bien ses missions, dans le respect des monarques séculiers.
Le cardinal de Bernis entra en conclave à la fin du mois de mars et prit la direction du parti opposé à la Compagnie de Jésus, à la suite du cardinal Orsini, qui n'avait réussi à contrer le parti 'zelanti' qu'au prix de grands efforts. De Bernis établit immédiatement une correspondance régulière avec l'ambassadeur de France, le marquis d'Aubeterre, ce qui était une violation de la loi fondamentale régissant le déroulement du conclave. Les ambassadeurs de France et d'Espagne demandèrent à Bernis d'insister auprès du Collège pour que l'élection du futur pape soit soumis à un engagement écrit de supprimer la Compagnie de Jésus. Bernis refusa au motif que formuler une telle demande à un pape, que l'engagement soit oral ou écrit, constituait une violation de la loi canonique. En dépit de ce refus, de Bernis continua, pendant les semaines qui suivirent, à refuser systématiquement toutes les candidatures proposées par les zelanti et favorables aux jésuites. De cette façon, les candidatures de vingt-trois des vingt-huit papabili fut éliminées, parmi elles, la candidature du cardinal Fantuzzi, pro-jésuites, qui fut très près d'accéder au trône pontifical, ainsi que celles des cardinaux Cavalchini, Colonna, Stoppani, Pozzobonelli, Sersale, entre autres.
L'arrivée des cardinaux espagnols Solis et de la Cerda le 27 avril renforçait le parti de l'Union des couronnes. Ces derniers violèrent également la loi fondamentale du conclave en établissant une correspondance régulière avec l'ambassadeur d'Espagne Azpuru. Les Espagnols avaient moins de scrupules que de Bernis et, avec le soutien du cardinal Malvezzi, ils prirent les choses en main. Ils portèrent leur attention sur le seul électeur religieux du Sacré-Collège, le cardinal Lorenzo Ganganelli, un prêtre franciscain conventuel. La position de Ganganelli vis-à-vis de la question débattue était un grand mystère – il avait été éduqué par les jésuites et il se disait qu'il avait été élevé au cardinalat sur l'insistance de Père Lorenzo Ricci, Supérieur Général de la Compagnie de Jésus, mais, pendant le pontificat de Clément XIII il ne prit jamais position en faveur du maintien de l'Ordre. Le cardinal Solis commença alors à l'interroger sur ses intentions et lui demanda s'il était prêt, le cas échéant, à accéder à la demande des Bourbons, condition préalable indispensable à son élection. Ganganelli répondit qu'« il reconnaissait au souverain pontife le droit de supprimer, en gardant bonne conscience, la Compagnie de Jésus, dans la mesure où il respectait la loi canonique; et qu'il était souhaitable qu'un pape fasse tout ce qui était en son pouvoir pour satisfaire les volontés des Couronnes ». Le caractère oral ou écrit de cette promesse n'a pas été établi, mais cette déclaration satisfit pleinement les ambassadeurs.
Au même moment, les zelanti, finirent également par s'incliner et à accepter de donner leur soutien au cardinal Ganganelli, pensant qu'il était indifférent et même peut-être favorable aux jésuites. Il semble que la position des zelanti fut décidée à l'issue de négociations secrètes entre leurs meneurs les cardinaux Alessandro et Giovanni Francesco Albani, et les cardinaux espagnols. Le cardinal de Bernis, à la tête du parti de l'Union des couronnes, ne joua probablement qu'un rôle mineur dans la décision d'élire Ganganelli et se contenta de suivre les instructions du Marquis d'Aubeterre alors que tout avait été décidé.

### Résultats des scrutins

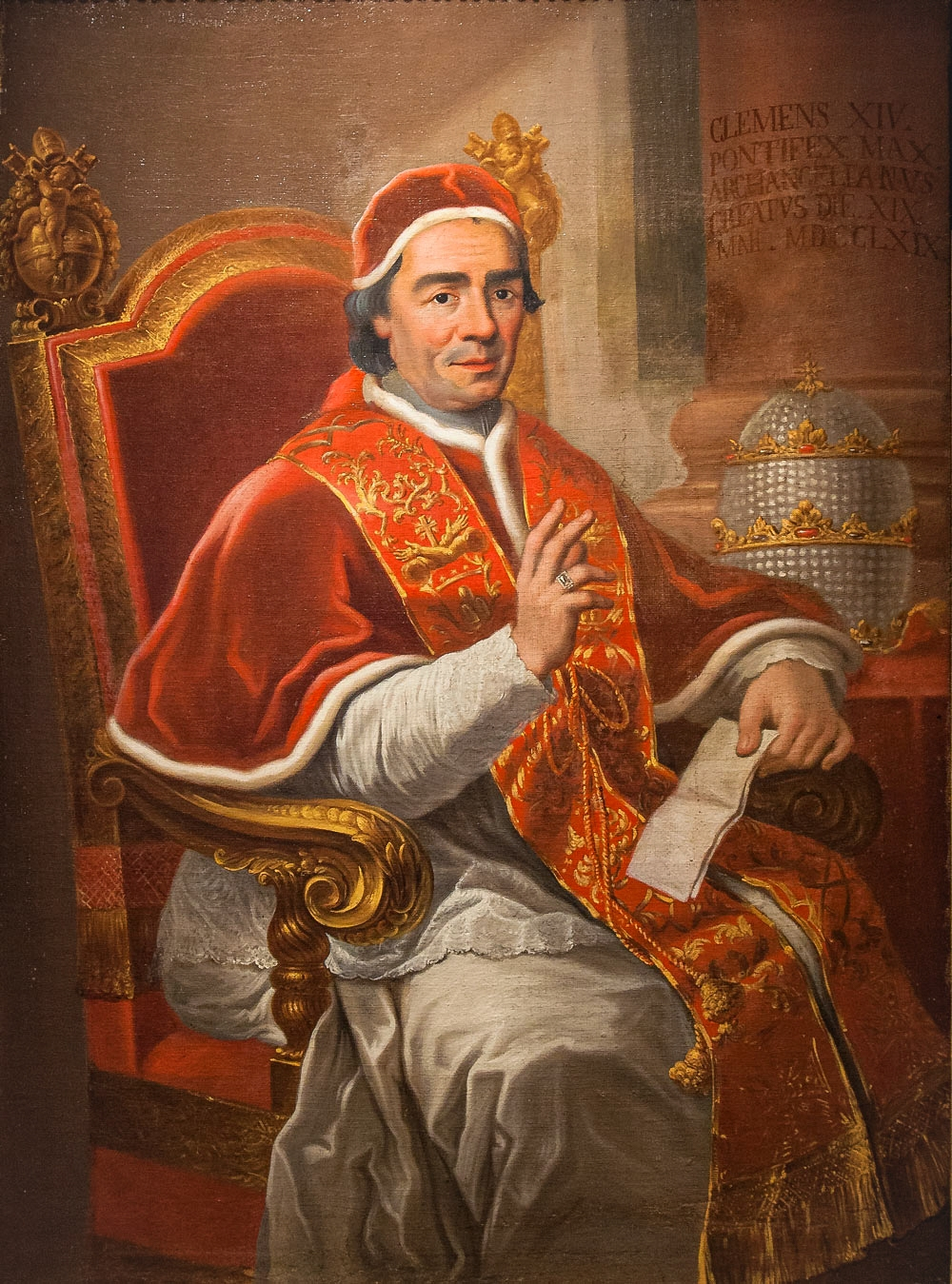
Le cardinal Lorenzo Ganganelli, élu pape, qui prit le nom de Clément XIV

Blason de Clement XIV

Les résultats des tours de scrutin entre le 27 avril et le 18 mai furent les suivants (seuls les voix récoltées par les principaux candidats sont ici indiquées):
- 27 avril : Fantuzzi – 10; Colonna – 9; Pozzobonelli – 6; Stoppani – 5; Ganganelli – 5
- 28 avril : Fantuzzi – 9; Colonna – 9; Pozzobonelli – 7; Stoppani – 6; Ganganelli – 4
- 29 avril : Colonna – 11; Fantuzzi – 8; Stoppani – 5; Pozzobonelli – 4; Ganganelli – 4
- 30 avril : Colonna – 11; Fantuzzi – 8; Stoppani – 5; Pozzobonelli – 4; Ganganelli – 4
- 1er mai : Colonna – 11; Fantuzzi – 9; Stoppani – 4; Pozzobonelli – 4; Ganganelli – 4
- 2 mai : Colonna – 11; Fantuzzi – 9; Stoppani – 4; Pozzobonelli – 4; Ganganelli – 4
- 3 mai : Colonna – 9; Fantuzzi – 9; Stoppani – 5; Pozzobonelli – 4; Ganganelli – 4
- 4 mai : Colonna – 10; Fantuzzi – 9; Stoppani – 4; Ganganelli – 4; Pozzobonelli – 2
- 5 mai : Fantuzzi – 10; Colonna – 9; Stoppani – 4; Ganganelli – 4; Pozzobonelli – 3
- 6 mai : Fantuzzi – 11; Stoppani – 7; Colonna – 6; Ganganelli – 4; Pozzobonelli – 4
- 7 mai : Colonna – 8; Fantuzzi – 7; Stoppani – 6; Ganganelli – 4; Pozzobonelli – 4
- 8 mai : Colonna – 9; Stoppani – 6; Fantuzzi – 5; Ganganelli – 4; Pozzobonelli – 3
- 9 mai : Colonna – 11; Stoppani – 6; Fantuzzi – 5; Pozzobonelli – 4; Ganganelli – 3
- 10 mai : Colonna – 11; Stoppani – 7; Pozzobonelli – 5; Fantuzzi – 4; Ganganelli – 4
- 11 mai : Colonna – 11; Pozzobonelli – 6; Stoppani – 5; Ganganelli – 5; Fantuzzi – 3
- 12 mai : Colonna – 11; Pozzobonelli – 6; Stoppani – 6; Ganganelli – 6; Fantuzzi – 5
- 13 mai : Colonna – 13; Stoppani – 7; Pozzobonelli – 6; Ganganelli – 5; Fantuzzi – 5
- 14 mai : Colonna – 11; Ganganelli – 10; Pozzobonelli – 9; Stoppani – 8; Fantuzzi – 4
- 15 mai : Colonna – 11; Stoppani – 11; Ganganelli – 10; Pozzobonelli – 9; Fantuzzi – 5
- 16 mai : Colonna – 11; Ganganelli – 10; Pozzobonelli – 8; Stoppani – 8; Fantuzzi – 4
- 17 mai : Colonna – 12; Pozzobonelli – 12; Ganganelli – 10; Stoppani – 5; Fantuzzi – 1
- 18 mai : Ganganelli – 19; Colonna – 13; Pozzobonelli – 11; Stoppani – 6; Fantuzzi – 1

## L'élection de Clément XIV

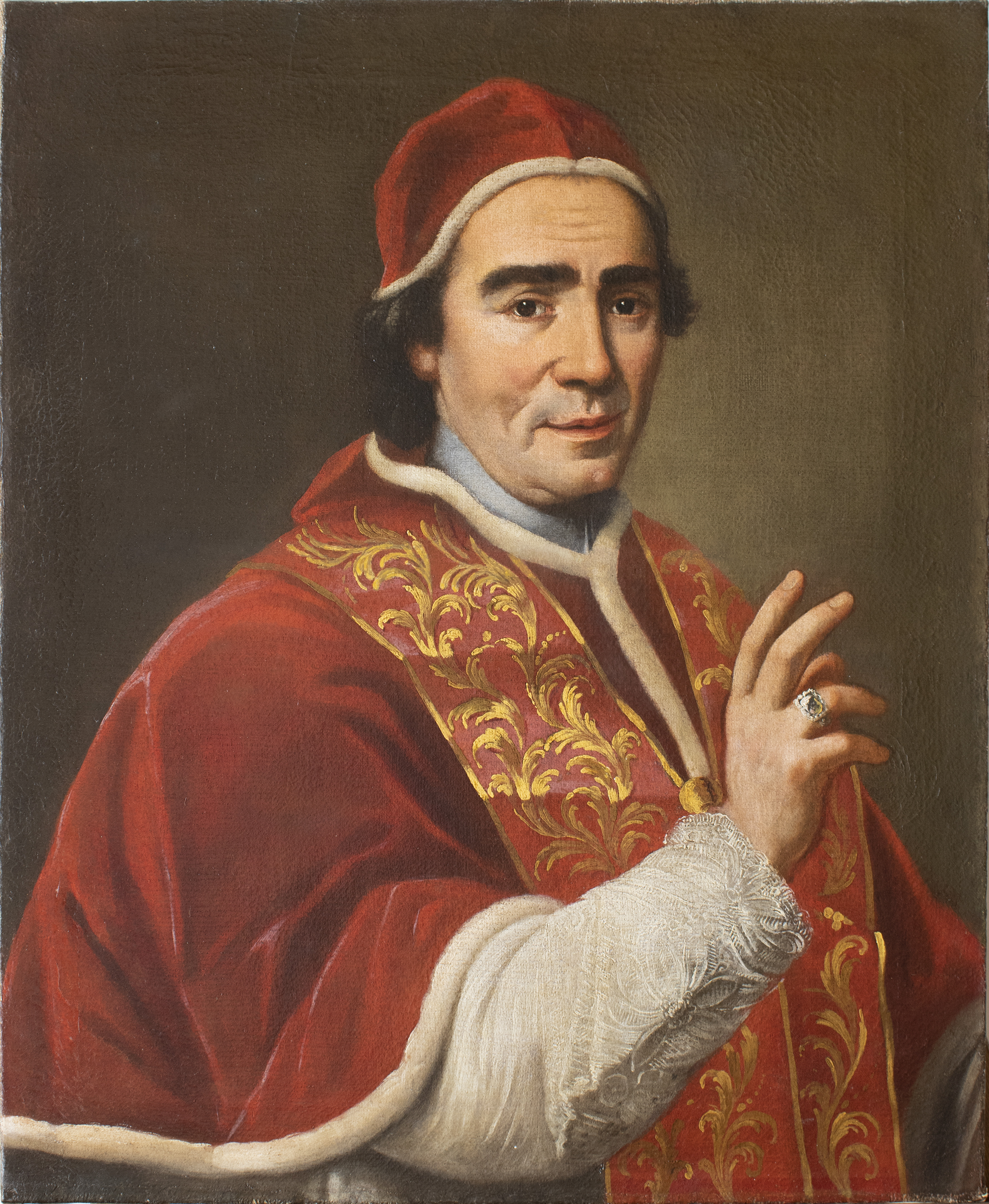
Lorenzo Ganganelli, devenu Clément XIV

Lors du dernier tour de scrutin, le 19 mai 1769, le cardinal Lorenzo Ganganelli fut élu avec toutes les voix des électeurs à l'exception de la sienne qu'il donna à Carlo Rezzonico, cardinal-neveu de Clément XIII, qui était également l'un des chefs du parti des zelanti. Il prit le nom de Clément XIV, en l'honneur de Clément XIII, qui l'avait élevé au cardinalat.
Le 28 mai, le nouveau pape fut confirmé dans son épiscopat par le cardinal Federico Marcello Lante, évêque de Porto e Santa Rufina et vice-doyen du Sacré-Collège des cardinaux, assisté des cardinaux Giovanni Francesco Albani, évêque de Sabina et Henri Benoît Stuart, évêque de Frascati. Le 4 juin, il fut couronné de la tiare papale par le cardinal Alessandro Albani, protodiacre de S. Maria in Via Lata

## Liste des cardinaux ayant participé au conclave
Quarante-six des cinquante-sept cardinaux en vie au moment du conclave y prirent part:
| Nom                                          | Date d'élévation au cardinalat | Fonction |
| -------------------------------------------- | ------------------------------ | --- |
| Carlo Alberto Guidoboni Cavalchini           | 9 septembre 1743               | Cardinal-évêque de Ostia e Velletri ; doyen du Collège des cardinaux ; protodataire de Sa Sainteté; préfet de la Congrégation du cérémonial ; préfet de la Congrégation pour les évêques et réguliers                                    |
| Federico Marcello Lante                      | 9 septembre 1743               | Cardinal-évêque de Porto e Santa Rufina ; vice-doyen du Sacré-Collège des cardinaux ; préfet de la Congrégation du bon gouvernement (it) ; gouverneur de Balneario                                                                       |
| Giovanni Francesco Albani                    | 10 avril 1747                  | Cardinal-évêque de Sabina ; cardinal-protecteur de Pologne |
| Henri Benoît Stuart                          | 3 juillet 1747                 | Cardinal-évêque de Frascati ; commendatario de S. Lorenzo in Damaso ; vice-chancelier de la Sainte Église catholique ; archiprêtre de la basilique Saint-Pierre                                                                          |
| Fabrizio Serbelloni                          | 26 novembre 1753               | Cardinal-évêque d'Albano |
| Giovanni Francesco Stoppani                  | 26 novembre 1753               | Cardinal-évêque de Palestrina |
| Giuseppe Pozzobonelli                        | septembre 9, 1743              | Cardinal-prêtre de S. Maria sopra Minerva ; archevêque de Milan |
| Carlo Vittorio Amedeo delle Lanze            | 10 avril 1747                  | Cardinal-prêtre de S. Prassede ; archevêque titulaire de Nicosie |
| Vincenzo Malvezzi Bonfioli                   | 26 novembre 1753               | Cardinal-prêtre de SS. Marcellino e Pietro ; archevêque de Bologne |
| Antonio Sersale                              | 22 avril 1754                  | Cardinal-prêtre de S. Pudenziana ; archevêque de Naples |
| Francisco de Solís Folch de Cardona          | 5 avril 1756                   | Cardinal-prêtre [sans titre] ; archevêque de Séville; cardinal-protecteur d'Espagne |
| Paul d'Albert de Luynes                      | 5 avril 1756                   | Cardinal-prêtre de S. Tommaso in Parione; archevêque de Sens |
| Carlo Rezzonico                              | 11 septembre 1758              | Cardinal-prêtre de S. Clemente ; camerlingue de la Sainte Église romaine |
| Antonio Maria Priuli                         | 2 octobre 1758                 | Cardinal-prêtre de S. Marco ; évêque de Padoue |
| Ferdinando Maria de Rossi                    | 24 septembre 1759              | Cardinal-prêtre de S. Cecilia; préfet de la Congrégation du Conseil tridentin; patriarche latin de Constantinople |
| Girolamo Spinola                             | 24 septembre 1759              | Cardinal-prêtre de S. Balbina ; légat à Ferrare |
| Giuseppe Maria Castelli                      | 24 septembre 1759              | Cardinal-prêtre de S. Alessio ; préfet de la Congrégation pour la propagation de la foi |
| Gaetano Fantuzzi                             | 24 septembre 1759              | Cardinal-prêtre de S. Pietro in Vincoli ; préfet de la Congrégation de l'immunité ecclésiastique |
| Pietro Girolamo Guglielmi                    | 24 septembre 1759              | Cardinal-prêtre de SS. Trinita al Monte Pincio ; camerlingue du Collège des cardinaux |
| Pietro Paolo De Conti                        | 24 septembre 1759              | Cardinal-prêtre de S. Stefano al Monte Celio |
| Lorenzo Ganganelli, O.F.M.Conv.              | 24 septembre 1759              | Cardinal-prêtre de SS. XII Apostoli |
| Marcantonio Colonna                          | 24 septembre 1759              | Cardinal-prêtre de S. Maria della Pace ; vicaire général de Rome ; préfet de la Congrégation de la résidence des évêques ; archiprêtre de la basilique libérienne                                                                        |
| Buenaventura de Córdoba Espínola de la Cerda | 23 novembre 1761               | Cardinal-prêtre [sans titre] ; patriarche des Indies occidentales ; vicaire général de l'armée et de la flotte du royaume d'Espagne |
| Giovanni Molino                              | 23 novembre 1761               | Cardinal-prêtre [sans titre] ; évêque de Brescia |
| Simone Buonaccorsi                           | 18 juillet 1763                | Cardinal-prêtre de S. Giovanni a Porta Latina |
| Giovanni Ottavio Bufalini                    | 21 juillet 1766                | Cardinal-prêtre de S. Maria degli Angeli ; archevêque d'Ancône |
| Giovanni Carlo Boschi                        | 21 juillet 1766                | Cardinal-prêtre de SS. Giovanni e Paolo ; grand pénitent ; préfet de la Congrégation pour la correction des livres de l’Église orientale                                                                                                 |
| Ludovico Calini                              | 26 septembre 1766              | Cardinal-prêtre de S. Anastasia ; préfet de la Congrégation des indulgences et des reliques sacrées |
| Antonio Branciforte Colonna                  | 26 septembre 1766              | Cardinal-prêtre de S. Maria in Via |
| Lazzaro Opizio Pallavicino                   | 26 septembre 1766              | Cardinal-prêtre de SS. Nereo ed Achilleo ; légat à Bologne |
| Vitaliano Borromeo                           | 26 septembre 1766              | Cardinal-prêtre de S. Maria in Aracoeli ; légat en Émilie-Romagne |
| Pietro Pamphilj                              | 26 septembre 1766              | Cardinal-prêtre de S. Maria in Trastevere |
| Urbano Paracciani Rutili                     | 26 septembre 1766              | Cardinal-prêtre de S. Callisto ; archevêque de Fermo |
| Filippo Maria Pirelli                        | 26 septembre 1766              | Cardinal-prêtre de S. Crisogono |
| Alessandro Albani                            | 16 juillet 1721                | Cardinal-diacre de S. Maria in Via Lata; commendatario de S. Maria in Cosmedin ; protodiacre du Sacré Collège ; bibliothécaire de la Sainte Église catholique ; cardinal-protecteur d'Autriche et du royaume de Sardaigne                |
| Neri Maria Corsini                           | 14 août 1730                   | Cardinal-diacre de S. Eustachio ; archiprêtre de la basilique Saint-Jean de Latran; secrétaire de la Sainte Inquisition romaine et universelle ; préfet du Tribunal suprême de la Signature apostolique, cardinal-protecteur du Portugal |
| Domenico Orsini d'Aragona                    | 9 septembre 1743               | Cardinal-diacre de S. Maria ad Martyres', cardinal-protecteur du royaume de Naples |
| Flavio II Chigi                              | 26 novembre 1753               | Cardinal-diacre de S. Maria in Portico, préfet de la Congrégation des rites |
| Luigi Maria Torregiani                       | 26 novembre 1753               | Cardinal-diacre de S. Agata in Suburra ; cardinal secrétaire d'État |
| François-Joachim de Pierre de Bernis         | 2 octobre 1758                 | Cardinal-diacre [sans diaconat] ; cardinal-protecteur du royaume de France ; archevêque d'Albi |
| Giovanni Costanzio Caracciolo                | 24 septembre 1759              | Cardinal-diacre de S. Cesareo in Palatio ; préfet du Tribunal suprême de la Signature apostolique |
| Nicola Perrelli                              | 24 septembre 1759              | Cardinal-diacre de S. Giorgio in Velabro |
| Andrea Corsini                               | 24 septembre 1759              | Cardinal-diacre de S. Angelo in Pescheria |
| Andrea Negroni                               | 18 juillet 1763                | Cardinal-diacre de SS. Vito e Modesto ; secrétaire des brefs apostoliques |
| Saverio Canale                               | 26 septembre 1766              | Cardinal-diacre de S. Maria della Scala, abbé commendataire de Subiaco |
| Benedetto Veterani                           | 26 septembre 1766              | Cardinal-diacre de SS. Cosma e Damiano ; préfet de la Congrégation de l'Index |

Vingt-neuf cardinaux furent créés par Clément XIII, quinze par Benoît XIV. Alessandro Albani reçu le chapeau rouge des mains du pape Innocent XIII, et le cardinal Neri Maria Corsini de Clément XII.

### Liste des cardinaux absents
| Nom                                                  | Date d'élévation au cardinalat | Fonction |
| ---------------------------------------------------- | ------------------------------ | --- |
| Giacomo Oddi                                         | 9 septembre 1743               | Cardinal-prêtre de S. Lorenzo in Lucina, protoprêtre du Sacré Collège des cardinaux ; archevêque de Viterbo e Toscanella |
| Carlo Francesco Durini                               | 26 novembre 1753               | Cardinal-prêtre de SS. IV Coronati, archevêque de Pavie                                                                  |
| Luis Fernández de Córdoba                            | 18 décembre 1754               | Cardinal-prêtre [no titre assigned] ; archevêque de Tolède                                                               |
| Étienne-René Potier de Gesvres                       | 5 avril 1756                   | Cardinal-prêtre de S. Agnese fuori le mura ; évêque de Beauvais                                                          |
| Franz Konrad von Rodt                                | 5 avril 1756                   | Cardinal-prêtre de S. Maria del Popolo ; évêque de Constance                                                             |
| Francisco de Saldanha da Gama                        | 5 avril 1756                   | Cardinal-prêtre [sans titre] ; patriarche de Lisbonne                                                                    |
| Christoph Anton von Migazzi von Waal und Sonnenthurn | 23 novembre 1761               | Cardinal-prêtre [sans titre] ; archevêque de Vienne ; administrateur de Vacz                                             |
| Antoine Clairiard de Choiseul de Beaupré             | 23 novembre 1761               | Cardinal-prêtre [sans titre] ; archevêque de Besançon                                                                    |
| Jean-François-Joseph de Rochechouart                 | 23 novembre 1761               | Cardinal-prêtre de S. Eusebio ; évêque de Laon                                                                           |
| Franz Christoph von Hutten zum Stolzenberg           | 23 novembre 1761               | Cardinal-prêtre [sans titre] ; évêque de Spire                                                                           |
| Louis Constantin de Rohan                            | 23 novembre 1761               | Cardinal-prêtre [sans titre] ; évêque de Strasbourg                                                                      |

## Sources
- (en) Salvador Miranda Conclave de 1769
- (en) The Catholic Encyclopedia: Clément XIV
- (en) The Triple Crown. An Account of the Papal Conclaves
- (pl) Ambrogio Piazzoni "Historia wyboru papieży", Wyd. M, Kraków 2003
- (pl) Kazimierz Dopierała "Księga papieży", Wyd. Pallotinum, Poznań 1996
- (en) "Clement XIV and the Jesuits" in: E. Littell: Littell’s Living Age, vol. XVIII, E. Littell & Company, Boston 1848 (un commentaire du livre de J. Crétineau Joly, "Clément XIV et les Jésuites", Paris 1847)
- "Pope Ganganelli and the Jesuits" in: The English Review, vol. VIII, septembre–décembre 1847, Francis & John Rivington, Londres (un autre commentaire du même ouvrage)
- (en) Alexis François Artaud de Montor, The lives and times of the popes, vol. 7, The Catholic Publication Society of America, 1911
- (en) John Paul Adams Sede Vacante 1769